# Pedro Osório
Pedro Osório este un oraș în Rio Grande do Sul (RS), Brazilia.